# میرزا-اکه (شهرستان اوزکند)
میرزا-اکه (به لاتین: Myrza-Ake) یک منطقهٔ مسکونی در قرقیزستان است که در شهرستان اوزکند واقع شده‌است. میرزا-اکه ۱۵٬۰۷۱ نفر جمعیت دارد و ۱٬۰۵۳ متر بالاتر از سطح دریا واقع شده‌است.